# Trasymedes z Paros
Trasymedes z Paros – grecki rzeźbiarz działający w początkach IV wieku p.n.e., syn Arignotosa z Paros. 
Około 370 p.n.e. wykonał chryzelefantynowy posąg kultowy Asklepiosa w Epidauros o wysokości około 7 m. Asklepios siedział na tronie z jedną ręką wspartą na lasce, z drugą spoczywającą na głowie węża, z psem leżącym u stóp. Posąg się nie zachował, znany jest jednak z przedstawień na monetach z Epidauros. 
Trasymedes otrzymał również polecenie wykonania ze złota i kości słoniowej sufitu i drzwi wejściowych świątyni Asklepiosa w Epidauros. Ponadto wykonał dar wotywny dla Asklepiosa.